# Черков, Анатолий Георгиевич
Анатолий Георгиевич Черков (15 мая 1946 – 29 января 2024) — театровед, театральный педагог, актёр и режиссёр, один из лидеров студийного движения и театрального авангарда 70-90 годов в Киеве, автор концепции театра конструктивной полифонической импровизации.

## Биография
Родился 15 мая 1946 года в Киеве. Увлечение театром привело, ещё в школьные годы, в Театральную студию при Доме пионеров Ленинского района, которой руководила Любовь Григорьевна Шах, актриса Киевского театра русской драмы, замечательный человек и театральный педагог, параллельно, вместе с Юрой Лернером, другом-одноклассником, стал активным участником «театральных проектов» Дома культуры Киевметростроя под руководством Ивана Федоровича Березнюка. Через пару лет, под крышей Дома культуры возникла идея «Бродячего театра», а затем и создание Молодёжного театра-студии.
В 1964 году, после окончания школы, поступил на работу в Киевский Государственный театр русской драмы им. Леси Украинки разнорабочим-грузчиком, откуда ушёл через 23 дня…
В 1966 году принят на работу в Киевский театр кукол монтировщиком декораций, здесь было интересно, но «карьере» помешала болезнь. В том же 1966 году поступил на библиотечный факультет Киевского филиала Харьковского государственного института культуры (закончил в 1971 году по специальности библиотекарь-библиограф). Параллель: учёба «театральная» - отделение художественного чтения театрального факультета Заочного народного университета искусств (Москва). Параллель: участие в создании Театра поэтических представлений.
В 1971 – 1972 году служба в рядах Советской Армии, через год после окончания которой – поступление в Ленинградский Государственный институт театра музыки и кинематографии (ЛГИТМиК) на театроведческий факультет, в 1979 году защитил дипломную работу по теме «Постановка русской классики на современной сцене».
В октябре 1974 года родился сын Георгий, в настоящее время: киновед, кандидат искусствоведения, член Национального союза кинематографистов Украины, научный сотрудник Отдела киноведения Института искусствознания, фольклористики и этнологии им. М. Т. Рыльского НАН Украины, автор ряда статей в периодике и специальных научных изданиях, автор  монографии: 
Черков Г. А. Екранний світ — діалог реальностей (Экранный мир — диалог реальностей). — Київ, 2013. — 274 с.
Начиная от 1977 года, процесс «студийных театральных созиданий»  А. Г. Черкова становится непрерывным: от «Театра драмы, поэзии и пантомимы» (1977 -1982 гг.) до «Театральной студии Тани Голубенцевой - Института театра» (1982 – 1994 гг.) и проекта «Украинской робитни» (Української робітні»), Клуба любителей театрального искусства (КЛТИ) при Киевском ТЮЗе, где А. Г. Черков  (1985 – 1989 гг.) возглавлял педагогическую часть театра, и проекта Первой Киевской театральной школы (под разными названиями с 1991 по 1996 гг.).
Важной вехой «театрального образования» стала своеобразная режиссёрская «стажировка» в Ставропольском краевом драматическом театре им. М. Ю. Лермонтова (сезон 1984 – 1985 гг.) по приглашению и под дружеской опекой Бориса Гранатова, в тот период и. о. главного режиссёра театра.
В 1996 – 2000 гг. – вместе с одним из своих учеников Евгением Лапиным организовал студию "Театральная инициатива".
В 2000 году был приглашен Художественным руководителем Центра современного искусства «ДАХ» Владиславом Троицким, одним из учеников А. Г. Черкова,  в ЦСИ «ДАХ», на актёрскую работу в спектаклях В. Троицкого, плодотворное сотрудничество в этом качестве продолжалась до 2013 года.
В 2007 – 2011 гг.  – учебно-творческая лаборатория студийной группы «Театр в комнате».
С февраля 2013 года – ряд театральных проектов на территории творческого объединения «6 level».
С февраля 2015 года – А.Г. Черков вместе с Евгением Лапиным ведут театральную студию "Правда/перспектива".

## Творческие достижения
- авторская концепция и программа Театральной Школы, на основе  разработки и апробирования курса «Мастерство актера»(«Введение в театральную игру») – презентация на Международной конференции в Санкт-Петербурге в мае 1993 года.
- разработка концепции и методологии трех моделей Театра Импровизации: «Театр конструктивной полифонической импровизации» (ТКПИ), «Драматургический театр свободного актерского существования» (ДТСАС), «Театр ассоциативных знаковых структур/систем» (ТАЗС) – их апробация и презентация как в Киеве, так и в поездках во Львов, Москву, Ленинград, Берлин и Дрезден (Германия).
- проекты:

- один из создателей, художественный руководитель и педагог Театральной студии Тани Голубенцевой – Института театра (1982 – 1994 гг.) 

- руководитель и разработчик учебно-творческой программы Клуба любителей театрального искусства /КЛТИ/ при Киевском театре юного зрителя (1885 – 1989 гг.) 

- один из создателей и режиссёр творческого объединения и проекта «Українська робітня» (1991 – 1994 гг.) 

- художественный руководитель, педагог и разработчик учебно-творческой программы Театральной школы – студии при Центре творческих инициатив Союза театральных деятелей Украины (в дальнейшем проект  был презентован как Первая Киевская театральная школа). 

- на протяжении последних полтора десятка лет – созидание разнообразных театральных проектов, среди которых « Театр в комнате» (2007 – 2011 гг.). 

- с февраля 2013 года проба реализации театральных проектов, среди которых модель спектакля по «Божественной комедии» Данте,  – на территории творческого объединения „6 level”.

## Режиссёрские работы
- проект «Українська робітня»:

1991 – «На поле крови» («На полі крові» Лесі Українки) 

1991 – «Прощанье» («Прощання» Лесі Українки) 

1992 – «Тихим вечером» («Тихого вечора» Олександра Олеся) 

1992 – «Стефаник – Тычина» («Стефаник – Тичина») 

1992 – «Человеческий голос» («Людський голос» Ж. Кокто) 

1993 – «Вечер» («Вечір» Наталії Чечель) 

1993 – «Последняя лента Крэппа» («Остання стрічка Краппа» С. Беккета) 

1994 – «Йерма» («Йерма» Ф. Г. Лорки)

- работы представлены на фестивальных и презентационных показах в Киеве, Луцке, Львове, Одессе, Энергодаре, Берлине и Дрездене (Германия).
- социальный проект (проблемы миграции):

2012 – «Дома на Украине» («Вдома в Україні») 

- презентация в Киеве, Днепропетровске, Одессе, Симферополе, Харькове.

## Актёрские работы
- режиссура Владислава Троицкого в проектах Центра современного искусства (ЦСИ) «ДАХ»:

2002 – «Достоевский - Честертон: Парадоксы преступления или одинокие всадники Апокалипсиса» по пьесе КLIMa – одинокий всадник, Мармеладов 

2002 – «Толкователь Апокалипсиса» (в проекте «Семь дней с идиотом» или несуществующие главы романа Ф. Достоевского «Идиот». День второй... По пьесе KLIMa) – второй толкователь 

2003 – «Смутное время», по пьесе KLIMa – патриарх Иов, убийца, Шуйский 

2004 – «Бес – сон – Ницца» (в проекте «Семь дней с идиотом» или несуществующие главы романа Ф. Достоевского «Идиот». День четвёртый... По пьесе KLIMa) – Тоцкий 

2006 – «Женитьба», по пьесе Н. Гоголя – Яичница 

2007/2009 – «Смерть Гоголя» (театральный проект в рамках фестиваля ГОГОЛЬFEST), драматургия KLIMa – отец Гоголя, учитель в бурсе 

2012 – «Вий. Король земли» («Vii – le roi terre») по повести Гоголя «Вий», драматургия KLIMa – священник 

2012 – «Школа нетеатрального искусства» (в рамках театрального проекта фестиваля ГОГОЛЬFEST) – король Лир 

- актёрские работы презентованы как в Киеве, так и в Запорожье, Мангейме (Германия), Щецине (Польша), Лозанне (Швейцария), Монпелье и Париже (Франция).

## Книги
- в вышедших на протяжении ряда лет изданиях изложены некоторые наиболее значимые концепции, методики и разработки, репетиционные задания и задания учебные – то, что способно приоткрыть своеобразный «мир театра» А. Г. Черкова:

Черков Анатолий. Поиск пути...: конспективная разработка учебного курса «Мастерство актера», вариант 1981 года, Ленинград – Киев/Анатолий Черков. – Киев: ГО «Лаборатория социального анализа Ф-4», 2006. – 64 с.
Черков Анатолий. Репетиционные тетради: драматургический театр свободного актёрского существования. Тексты из Книги опыта пути /Анатолий Черков. – Киев: ГО «Лаборатория социального анализа Ф-4», 2006. – 64 с.
Черков Анатолий. Театральная лаборатория : тексты из Книги опыта пути / Анатолий Черков. – Киев: ГО «Лаборатория социального анализа Ф-4», 2006. – 64 с.
Черков Анатолий. Театральная школа : эскизный план-проект / Анатолий Черков. – Киев: ГО «Лаборатория социального анализа Ф-4», 2007. – 64 с.
Черков Анатолий. Театр импровизации. – Киев: ГО «Лаборатория социального анализа Ф-4», 2009. – 64 с.
Черков Анатолий. Институт театра: разрозненные мысли, отдельные заметки и проекты – к идее и модели, к структуре искомого института /Анатолий Черков. -  Киев: ГО «Лаборатория социального анализа Ф -4», 2012. – 72 с.